# Андраде, Лео
Леонардо де Андраде Силва (порт.-браз. Leonardo "Léo" de Andrade Silva), более известный как Лео Андраде (порт.-браз. Léo Andrade); род. 18 апреля 1998, Куритиба) — бразильский футболист, защитник греческого клуба «Ламия».

## Клубная карьера
Андареде — воспитанник клуба «Коритиба». 28 января 2018 года в матче Лиги Паранаэнсе против «Униана» он дебютировал за основной состав. В 2019 году Лео ездил в аренду в «СЭР Кашиас». В 2019 году Андраде перешёл в португальский «Маритиму». 30 ноября 2020 года в матче против лиссабонской «Бенфики» он дебютировал в Сангриш лиге. 22 января 2021 года в поединке против «Порту» Лео забил свой первый гол за «Маритиму».
В начале 2023 года Андраде перешёл в российские «Химки». 3 марта в матче против воронежского «Факела» он дебютировал в чемпионате России.
После окончания сезона 2023/2024 стал свободным агентом и заключил контракт с греческим футбольным клубом Ламия.